# Nkam
Departament Nkam – departament w Regionie Nadmorskim w Kamerunie ze stolicą w Yabassi. Na powierzchni 6 291 km² żyje około 67 tys. mieszkańców.